# دوري البطولة الإنجليزية 1950
دوري البطولة الإنجليزية 1950 (بالفنلندية: Jalkapallon Mestaruussarjan kausi 1950) هو الموسم 41 من دوري البطولة الإنجليزية ‏. أشرف على تنظيمه اتحاد فنلندا لكرة القدم، وكان عدد الأندية المشاركة فيه 10، وفاز فيه Tampereen-Viipurin Ilves-Kissat ‏.